# Lovce
Lovce (in ungherese Kislóc) è un comune della Slovacchia facente parte del distretto di Zlaté Moravce, nella regione di Nitra.